# Kubwa
Kubwa singularis es una especie de araña araneomorfa de la familia Cyatholipidae. Es la única especie del género monotípico Kubwa.  Es nativa de Tanzania.